# 駝頭近鯰
駝頭近鯰，為輻鰭魚綱鯰形目鯰科的其中一種，為熱帶淡水魚，分布於亞洲印尼婆羅洲南部巴里多流域，體長可達8.4公分，棲息在底層水域，生活習性不明。

## 扩展阅读
維基物種上的相關：駝頭近鯰